# Vasco de Quiroga (estación del Tren El Insurgente)
Vasco de Quiroga es una de las estaciones que formarán parte del tren El Insurgente, perteneciente a la única línea existente del sistema. Se ubicará al poniente de la Ciudad de México, en la alcaldía Álvaro Obregón.

## Información general
Recibe su nombre por estar localizada cerca de la Avenida Vasco de Quiroga y esta a su vez por quien fuera el primer obispo de Michoacán, además de ser administrador colonial, eclesiástico español y miembro de la Real Chancillería vallisoletana. Fue un defensor de los pueblos originarios tras la Conquista de la Nueva España y fundador del Pueblo de Santa Fe (Ciudad de México) y Santa Fe de la Laguna (Michoacán). El ícono representa la Cruz de Malta, presente en el escudo de armas de Vasco de Quiroga. 

## Construcción
La contratación de la empresa para la construcción de la estación se hizo de manera acotada, ya sea mediante una invitación restringida a cuando menos tres participantes o a través de una adjudicación directa.
El 26 de mayo de 2021 la Secretaría de Comunicaciones y Transportes (SCT) declaró desierta la licitación pública nacional, en la que presentaron propuestas cinco grandes consorcios constructores, se declaró desierta la licitación debido a que las propuestas no cumplían con los requisitos.
Se tiene previsto inaugurar la estación para su servicio al público, a finales del año 2024.

## Críticas
La estación ha sufrido críticas durante su construcción debido a que muchos habitantes de la zona corren el riesgo de perder su casa, por obras de demolición.

## Futuro
Se prevé inaugurar esta estación cuando se llegue a concretar la obra del tramo entre esta misma y Santa Fe, misma que incluye un puente atirantado curvo, siendo el primero en su tipo en Latinoamérica.

## Conectividad
- Cablebús (Línea 3 Vasco de Quiroga - Los Pinos/Constituyentes)

- Se tiene previsto que esta misma tenga servicios de autobuses y colectivos locales que puedan servir a la zona

## Sitios de interés
- Universidad de la Salud Plantel Santa Fe

- Pueblo de Santa Fe